# Francisco Iturrino González
Francisco Iturrino González (Santander, 9 de setembre de 1864 - Cagnes-sur-Mer, 20 de juny de 1924) va ser un pintor i gravador, que junt amb Juan de Echevarría fou el màxim exponent del fauvisme a Espanya. És conegut majorment pels seus nus femenins de viu colorit i per la seva amistat amb Henri Matisse.

## Biografia
Va néixer a Santander, encara que la seva família era de procedència basca. El 1867 tota la família es va traslladar a Bilbao i allà Francisco rep classes de dibuix. Una vegada acabats els seus estudis de batxillerat es trasllada a Bèlgica el 1884 per continuar amb els seus estudis, però no arriba a reprendre'ls i comença a contactar amb artistes, el que li porta a dedicar-se a la pintura.
Realitza diversos viatges, i a París, fa diversos amics, entre ells Picasso amb el que realitza dues exposicions el 1901. El 1903 va tornar al País Basc, a Motrico, però no va parar de viatjar per tota la geografia espanyola amb les seves exposicions. Les seves obres es venien a baix preu i va viure problemes econòmics encara que no va parar de viatjar per Bilbao, Madrid, Salamanca, Màlaga o Barcelona entre altres ciutats importants.
Va mantenir una rellevant amistat amb Matisse, absorbint la seva influència. Durant l'any 1910 va rebre el pintor francès en el seu viatge a Sevilla. André Derain li va fer un retrat el 1914 (París, Centre Georges Pompidou). El 1920 l'operen d'una cama a Madrid i més tard li fou amputada, el que li va donar un dur cop, per la qual cosa el 1922 viatja a Cagnes-sur-Mer a viure. El 1924 mor per la malaltia.

## Obra

Obres de Francisco Iturrino González
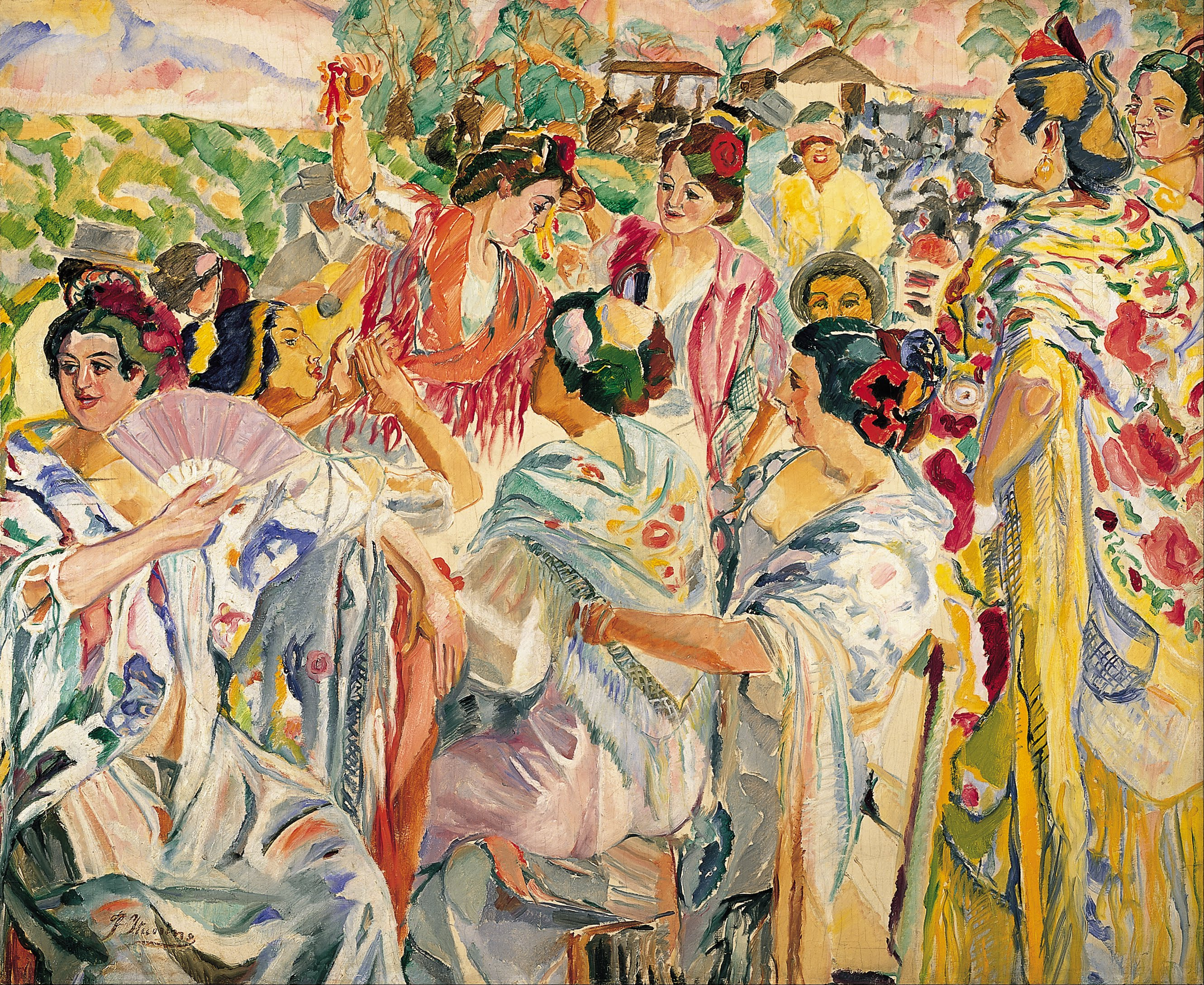
Manolas (1908-1909), Fundació Banc Santander.
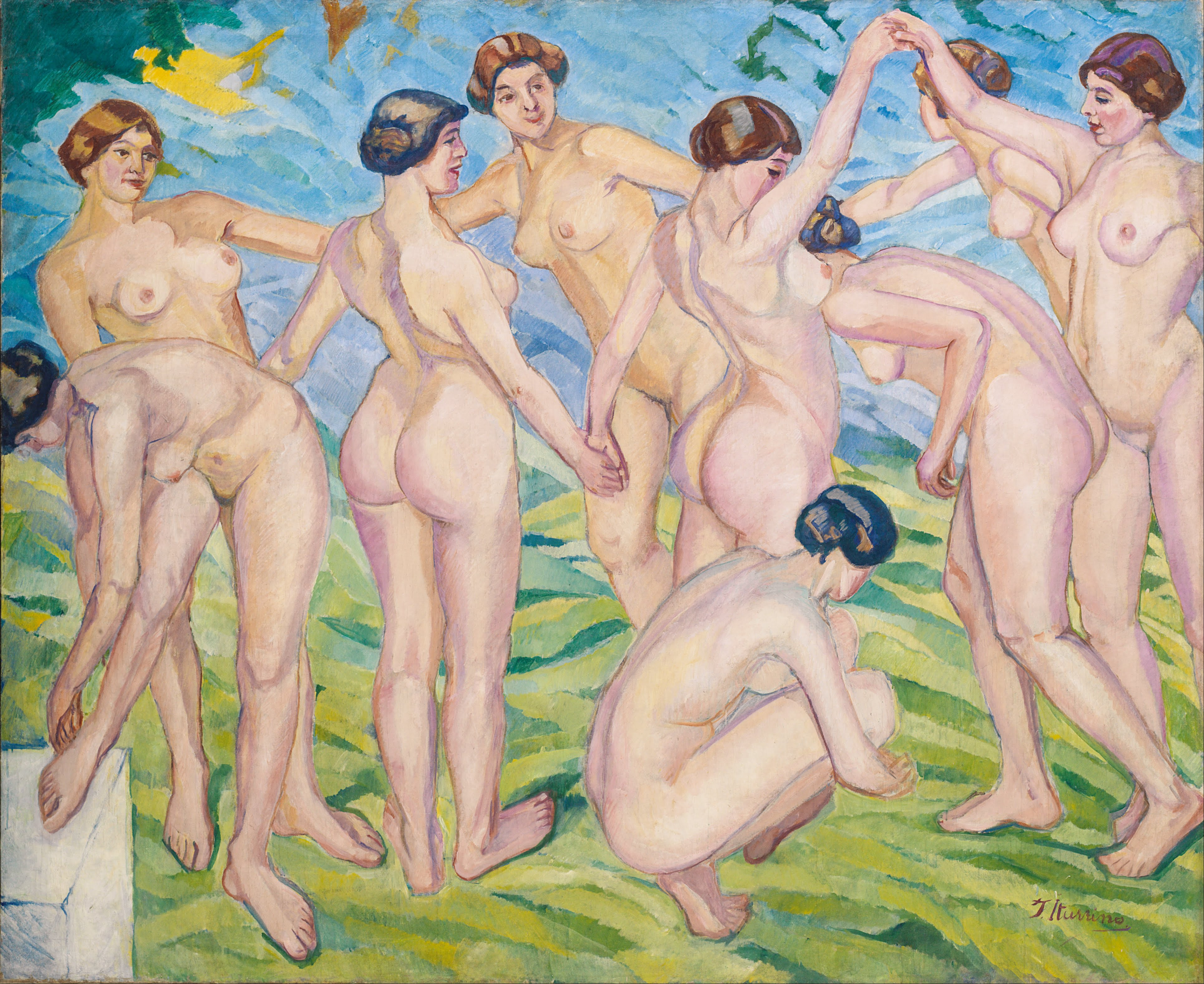
Desnudos (1916-1918), Museu de Belles Arts de Bilbao.
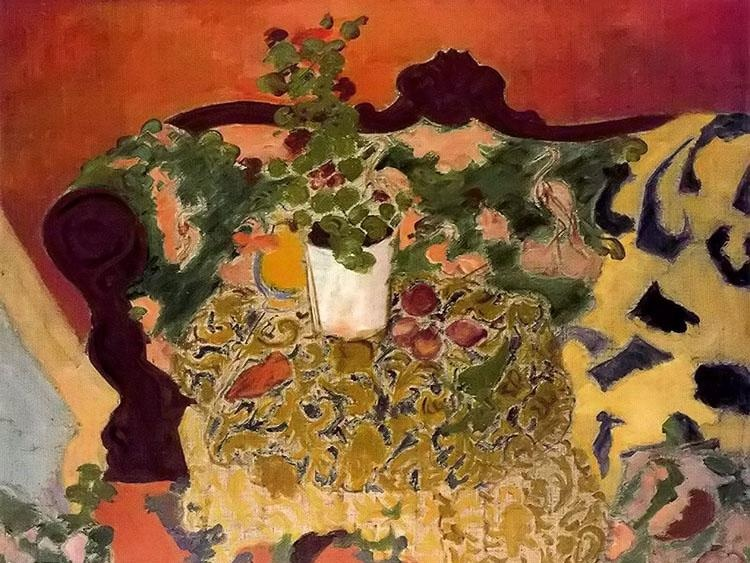
Natura morta (1907), prop de 1910.

- Mujer con mantilla blanca, 1900-01
- Paisaje, 1899-1901
- Bañistas, 1895-98
- Muchachas iniciando una carrera, 1895-98
- Caballos y galgos, 1902
- Pueblo sobre el puerto, 1906-08
- Romería, 1905-06
- Fiesta en el campo, 1901-02
- La tarde, 1904
- Encuentro en Córdoba, 1907
- Lavanderas, 1905-11
- Manolas, 1908-09
- Bodegón, 19010-11
- Desnudos, 1910
- Harén, 1912
- Mujer mora, 1912
- Odalisca, 1912
- Scéne Orielntal (Maroc) 1912
- Concierto moruno, 1912
- La Concepción (Málaga)
- Jardín, 1913-14
- Jardín de Málaga, 1916-17
- Escena campera, 1912-14
- Potros en el campo, 1915
- Tablao flamenco, 1915
- Desnudos, 1916-18
- Desnudo, 1915
- La danza, 1916
- La primavera, 1916-17